# 河原ゆうじ
河原 ゆうじ（かわはら ゆうじ、1962年 - ）は、日本の脚本家、演出家。アニメーションの脚本を手がけている。東京都出身。東京経済大学、日本映画学校卒。

## 来歴
日本映画学校を卒業した後、スタジオぴえろ（現：ぴえろ）で絵コンテ、演出としてアニメ制作に関わる。1990年頃から演出業と並行して脚本を執筆し始め、2000年代は脚本専業で活動。のちに、脚本で参加していた『はなかっぱ』で絵コンテを担当したことを契機に、演出家としても活動を再開した。同番組の第670回「ドリナとカラパッチョ」（2023年）は、視聴者より寄せられた性の多様化や家族観の変化に対する意見を反映して作成されたもので、専門家の指導のもと河原が脚本を担当し、大きな反響を読んだ。
紅優、やすみ哲夫と組むことが多いほか、新房昭之のキャリア初期の監督作において、脚本家・絵コンテマンとしてスポット参加することが多かった。『石浜真史アニメーションワークス MASASHI ISHIHAMA ANIMATION WORKS』(2021年/インプレス）には、新房・石浜・河原の三名で企図していたオリジナル作品のデザイン案が掲載されている。
沖縄三線の講師としても活動している。

## 主な作品

### テレビシリーズ
- のらくろクン（絵コンテ・演出）
- まじかるハット（1989年、絵コンテ・演出）
- 江戸っ子ボーイ がってん太助（1990年、絵コンテ・演出）
- メタルファイター・MIKU（1994年、脚本）
- 青空少女隊（1994年、脚本）
- ヴァイスクロイツ（1998年・脚本）
- こちら葛飾区亀有公園前派出所（1998年、絵コンテ）
- それゆけ!宇宙戦艦ヤマモト・ヨーコ（1999年、絵コンテ）
- D4プリンセス（1999年、絵コンテ・演出）
- パワーストーン（2000年、絵コンテ）
- The Soul Taker 〜魂狩〜（2001年、絵コンテ）
- LOVELESS（2005年、シリーズ構成）
- オーバン・スターレーサーズ（2006年、日本語ダイアログ）
- 西の善き魔女 Astraea Testament（2006年、脚本）
- ぜんまいざむらい（2006 - 、脚本）
- ロビーとケロビー（2007 - 2008年、シリーズ構成）
- ゼロの使い魔 〜双月の騎士〜（2007年、シリーズ構成）
- やっとかめ探偵団（2007年、シリーズ構成）
- モノクローム・ファクター（2008年、シリーズ構成）[2]
- ご姉弟物語（2009 - 2010年、脚本）
- あにゃまる探偵 キルミンずぅ（2010年、脚本）
- はなかっぱ（2012年から脚本参加。2016年より絵コンテ・演出も担当。2022年よりシリーズ構成）
- ゴー!ゴー!びーくるずー（2023年、絵コンテ）

### OVA
- A-KO THE VS 2 BLUE SIDE（プロジェクトA子シリーズ、1990年、脚本）
- NINETEEN 19（1990年、脚本）
- お嬢様捜査網（1996年、絵コンテ）
- 小鉄の大冒険（1996年、脚本）
- それゆけ!宇宙戦艦ヤマモト・ヨーコ（1996年、脚本）
- 万能文化猫娘（1997年、脚本）

### ドラマCD
- メタルファイター・MIKU 〜みくちゃん、爆発する!〜（1995年、脚本）
- LOVELESS ドラマCD act.1 act2（2008年、脚本）

### 劇場アニメ
- ふしぎの海のナディア（1990年、絵コンテ）